# Asphodelus lusitanicus
Asphodelus lusitanicus é uma espécie de planta com flor pertencente à família Liliaceae.
A Flora Digital de Portugal indica ser um sinónimo de Asphodelus ramosus L. Esta última é indicada ser uma espécie geófita cujos habitats preferenciais são terrenos incultos e zonas rupícolas, dando-se a sua floração entre Abril e Junho. Os seus nomes comuns são abrótea-da-primavera, asfódelo-ramalhudo e gamão. Distribui-se pelo Sudoeste da Europa. Como Asphodelus ramosus é dado também como sinónimo Asphodelus albus Mill. raça morisianus Samp.
Asphodelus lusitanicus foi descrita por António Xavier Pereira Coutinho e publicada em Bol. Soc. Brot. 15: 47. 1898.
Não se encontra protegida por legislação portuguesa ou da Comunidade Europeia.

## Descrição
António Xavier Pereira Coutinho, na sua obra A flora de Portugal (plantas vasculares) disposta em chaves dichotomicas descreve a espécie como tendo uma cápsula ovóide, medíocre (10-12 mm de comprimento), sendo uma planta robusta, verde-glaucescente, de 7-15 dm, mais ou menos ramosa, com ramos um tanto grossos, planta vivaz e herbácea, florescendo de Janeiro a Maio, ocorrendo em terreno secos, pinhais, margens de campos, nas províncias do litoral, do Minho ao Algarve.

## Variedades
A Checklist da Flora de Portugal indica a presença de duas variedades em Portugal continental:
- Asphodelus lusitanicus L. var. lusitanicus
- Asphodelus lusitanicus Cout. var. ovoideus (Merino) Z.Díaz & Valdés

A primeira é endémica de Portugal continental e a segunda é endémica da Península Ibérica.
A base de dados Tropicos indica ainda outra variedade, Asphodelus lusitanicus var. ovoides Z. Díaz & Valdés Berm.

## Sinonímia
Segundo o The Plant List, esta espécie tem os seguintes sinónimos:
- Asphodelus occidentalis Cout. - ilegítimo

A obra Flora iberica indica Asphodelus lusitanicus como sinónimo de Asphodelus ramosus subsp. distalis.